# Kaszewice
Kaszewice is een plaats in het Poolse district  Bełchatowski, woiwodschap Łódź. De plaats maakt deel uit van de gemeente Kluki en telt 500 inwoners.